# Émile Cottin
Louis Émile Cottin (Creil, 1896. március 14. – Huesca közelében, 1936. október 8.) francia anarchista volt, aki megpróbálta meggyilkolni Georges Clemenceau-t  1919-ben. A spanyol polgárháborúban halt meg.

## Élete
Compiegne-ban nőtt fel, munkáscsaládban. Ácsnak, asztalosnak tanult. Korán elkötelezte magát a baloldal mellett, szabadságeszményére Émile Zola regényei hatottak. 1915-ben megismerkedett Émile Armand, Pierre Chardon, Sebastien Faure, Louis Lecoin francia és Buenaventura Durruti spanyol anarchistával. Utóbbival szoros barátságot kötött az évek során.
1918 májusában szemtanúja volt annak, ahogy városi őrkatonák rálőnek a lőszergyár sztrájkoló munkásaira. Az anarchistagyűléseken gyakran hallotta a le Clemenceau-val, le a sztrájktörővel kiáltásokat, és úgy döntött, megöli a miniszterelnököt. Február 19-én rálőtt a kormányfő gépkocsijára, és könnyebben megsebesítette a politikust. A tömeg csaknem meglincselte az utcán.
A bíróság március 14-én halálra ítélte. Clemenceau azt kérte, hogy a büntetést csökkentsék tíz évre. Mornet ügyész kijelentette: „Nemcsak Clemenceau úr volt a merénylő célpontja, hanem Franciaország”. Miután a baloldali Le Libertaire újság felkapta az ügyet, Cottin büntetését tíz évre mérsékelték. A szocialisták arra hivatkoztak, hogy Jean Jaurès gyilkosát felmentette a bíróság. 1924-ben szabadult, és Oise megyében házi őrizetbe helyezték. 1930-ban Lyonban elfogták, és három hónap elzárásra ítélték. 1936 szeptemberében Spanyolországba utazott, hogy részt vegyen a polgárháborúban. 1936. október 8-án Huesca közelében elesett.